# Ciernik
Ciernik,  kat, kolka, czart (Gasterosteus aculeatus) – gatunek ryby z rodziny ciernikowatych (Gasterosteidae).

## Występowanie
Półkula północna, w Polsce pospolity.
Tworzy dwie formy: słodko- i słonowodną. Ciernik żyjący w Morzu Bałtyckim występuje w wodach słonawych przy ujściu rzek do morza. W wodach słodkich zamieszkuje zbiorniki wodne, a także zakola rzek, gdzie prąd jest znikomy. Występuje przy brzegu i na płyciznach, często w tych samych zbiornikach, co cierniczek. Żyje w luźnych ławicach. W zakolach rzek i w czystszych jeziorach może być bardzo liczny. Ma małe wymagania co do jakości wody.

## Cechy morfologiczne
Ciało wydłużone, bocznie spłaszczone, osiąga 5–8 cm, u morskich form wędrownych maksymalnie 11 cm długości. Pysk spiczasty, mały otwór gębowy w położeniu końcowym. Wzdłuż boków szereg płytek kostnych, lepiej rozwinięty u populacji żyjących w morzu. Osobniki żyjące w wodach słodkich mogą być ich całkowicie pozbawione. Na grzbiecie występują 2–5 (zwykle 3) kolce. Grzbiet szarozielony, niebieskozielony lub ciemnoszary, boki srebrzyste. Liczba łusek w linii nabocznej 29-35.

## Odżywianie
Pożywienie cierników jest bardzo różnorodne. Młode osobniki żywią się planktonem. Dorosłe żywią się głównie małymi zwierzętami wodnymi, takimi jak larwy owadów i skorupiaki. Poza tym lubią ikrę i narybek innych ryb, w tym także przedstawicieli własnego gatunku. Wrogami ciernika są duże ryby drapieżne, wydry, rzęsorki, zimorodki oraz inne ptaki wodne.
Cierniki często polują w nocy, lokalizują zdobycz posługując się narządem linii bocznej, chociaż duże i wrażliwe oczy pozwalają na korzystanie ze wzroku nawet przy bardzo niewielkiej ilości światła.

## Rozród
Trze się od końca III do początku VII. Niektóre populacje żyjące w morzu wyruszają na tarło pod prąd rzek i potoków. Populacje stacjonarne odbywają tarło w wodach, w których żyją. W okresie tarła u samców gardło i podbrzusze stają się jaskrawoczerwone lub pomarańczowe, a całe ciało nabiera metalicznego połysku. W odpowiednim miejscu, np. w zagłębieniu na dnie lub nisko między roślinami, buduje gniazdo ze szczątków roślinnych sklejonych wydzieliną z nerek i wabi do niego wszystkie znajdujące się w okolicy samice. Ikra złożona przez samicę do gniazda jest natychmiast zapładniana przez samca. Samiec zwykle przegania samice i sam broni zapłodnionej ikry i narybku, dopóki ten nie wchłonie woreczka żółtkowego i nie rozpocznie samodzielnego życia.

## Hodowla w akwarium
Akwarium średnie lub duże, temperatura nie większa niż 22 °C, pokarm tylko żywy. Samce są bardzo agresywne w stosunku do innych samców, szczególnie w porze godowej.

## Mechanizm molekularny zmian morfologicznych w ewolucji cierników

Mechanizm molekularny zmian morfologicznych w ewolucji cierników (Gasterosteus aculeatus).
A, C. Schematyczny rysunek formy morskiej i słodkowodnej ciernika, widok od strony brzusznej. Zaznaczone struktury pasa barkowego (kolor żółty) i miednicowego (niebieski). Forma słodkowodna ma zredukowane kolce odbytowe i struktury pasa miednicowego w porównaniu do formy morskiej. Pas barkowy pozostaje bez zmian.
B, D. Schematyczny rysunek fragmentu genomu ciernika zawierający gen Pitx1. Kolorem czarnym zaznaczona jest nić DNA; kolorem lazurowym sekwencje regulatorowe odpowiadające za ekspresję Pitx1 w wymienionych strukturach; kolorem czerwonym sekwencja kodująca genu Pitx1.

Przyczyną redukcji pasa miednicowego u cierników słodkowodnych jest mutacja w jednym z enhancerów (kolor niebieski) genu Pitx1 (kolor czerwony), powodująca brak ekspresji genu Pitx1 w zawiązkach płetw brzusznych w okresie embrionalnym. Przekształcone w kolce płetwy brzuszne ciernika są strukturami homologicznymi z tylnymi kończynami innych kręgowców. Gen Pitx1 warunkuje różnice strukturalne pomiędzy przednimi i tylnymi kończynami kręgowców.
U formy słodkowodnej zauważalna jest asymetria zredukowanych kolców, kolec po lewej stronie jest nieco większy. Spowodowane jest to efektem genu Pitx2, którego produkt jest zbliżony do białka Pitx1. W odróżnieniu od Pitx1 gen Pitx2 ulega ekspresji tylko w lewej części ciała, normalnie warunkując asymetryczne położenie narządów, na przykład serca po lewej stronie. W przypadku cierników słodkowodnych, jego słaby efekt powoduje silniejsze rozwinięcie kolców po lewej stronie ciała.